# Mendidaphodius rufovittatus
Mendidaphodius rufovittatus är en skalbaggsart som beskrevs av Müller 1941. Mendidaphodius rufovittatus ingår i släktet Mendidaphodius och familjen Aphodiidae. Inga underarter finns listade i Catalogue of Life.